# Южная Каква
Южная Каква — река на Северном Урале, в муниципальном округе Карпинск Свердловской области России. Устье реки находится в 155 км по правому берегу реки Каквы. Длина реки Южной Каквы составляет 13 км.

## Данные водного реестра
По данным государственного водного реестра России, Южная Каква относится к Иртышскому бассейновому округу, речному бассейну Иртыша, речному подбассейну Тобола. Водохозяйственный участок — Сосьва от истока до водомерного поста у деревни Морозково.
Код объекта в государственном водном реестре — 14010502412111200010400.